# Apuanos
Los apuanos (latín apuani) fueron una tribu de la parte oriental de Liguria en la región de Pontremoli. La región que ocupaban fue conocida en la Edad Media como Garfagnana. Eran la más oriental de las tribus ligures, que habitaban en las montañas que bordean Etruria, y ocuparon los valles de los Macra (moderna Magra) y Ausar (moderna Serchio). 
Para oponerse a ellos, los romanos establecieron la base de sus ejércitos en Pisae y desde allí atacaron sus territorios en las montañas, pero sus éxitos rara vez pasaban de obligar al enemigo a dispersarse y refugiarse en sus aldeas y fortalezas.
Fueron sometidos a Roma por el cónsul Cayo Flaminio en el 187 a. C.. Pero al cabo de un año se rebelaron y derrotaron el cónsul Quinto Marcio Filipo, que perdió 4.000 hombres. Al año siguiente (185 a. C.) los romanos los derrotaron pero no quedaron sometidos; otras expediciones se hicieron en los siguientes cinco años hasta que el 180 a. C. los cónsules Publio Cornelio Cetego y Marco Bebio Tánfilo, deportaron a toda la población (unas 40.000 personas en el primer año y 7000 más al año siguiente) al Samnio donde fundaron un establecimiento en Campi Tauransi y fueron conocidos como ligures cornelians o ligures baebianii, denominación que todavía llevaban en tiempos de Trajano. Después desaparecieron como comunidad separada.
El establecimiento de las colonias romanas de Pisae y Luca unos años después, tiende a consolidar la conquista obtenida, y estableció el dominio romano de forma permanente en Macra y el puerto de Luna.
- Datos: Q622306